# Зеленовский, Анатолий Антонович
Анатолий Антонович Зеленовский (род. 1940) — советский государственный и партийный деятель, секретарь ЦК КПБ, первый секретарь Брестского обкома КПБ (1987—1991), председатель Брестского облисполкома (1985—1987), кандидат экономических наук (1975), доцент.

## Биография
Окончил Белорусскую сельскохозяйственную академию по специальности гидромелиорация (1962). В 2004—2010 годах являлся заведующим кафедрой экономики и организации предприятий БГАТУ. Член ВКП(б) с 1966 года.
Весной 1989 года избран народным депутатом СССР от Лунинецкого национально-территориального избирательного округа № 77 Белорусской ССР.
Работал на различных руководящих должностях: начальником Главного управления по осушению земель и строительству совхозов на Полесье «Польесьеводстрой», заместителем заведующего сельгосотделом ЦК КПБ, председателем исполнительного комитета Брестского областного Совета народных депутатов, первым секретарем Брестского обкома КП Беларуси, секретарем ЦК Компартии Беларуси, начальником главного производственно-экономического управления Академии аграрных наук; заместителем Президента Академии аграрных наук Республики Беларусь.

## Награды
- Орден Ленина
- Орден Трудового Красного Знамени
- Орден «Знак Почёта»
- Почётное звание «Заслуженный мелиоратор Белорусской ССР»